# Joannes van Genk
Joannes van Genk (Princenhage, 9 september 1803 – Breda, 10 maart 1874) was een Nederlands geestelijke en bisschop van de Katholieke Kerk.
Van Genk bezocht het Grootseminarie Bovendonk in Hoeven en werd op 20 februari 1827 priester gewijd. Hij werd achtereenvolgens kapelaan in Princenhage en pastoor van Aardenburg. In 1840 benoemde paus Gregorius XVI hem tot titulair bisschop van Adras. Op 22 april 1850 benoemde paus Pius IX hem tot bisschop-coadjutor van Breda. Als wapenspreuk koos Van Genk een regel uit het door verschillende componisten getoonzette Marialied Stabat Mater: 'Per te, Virgo, sim defensus' (Moge ik, o Maagd, door U verdedigd worden op de dag des oordeels). Hij zou negentien jaar bisschop Joannes van Hooydonk, de eerste Bredase bisschop na het herstel van de bisschoppelijke hiërarchie, terzijde staan. In 1867 werd Van Genk met de feitelijke leiding van het bisdom belast en in 1869 volgde hij Van Hooydonk op als bisschop van Breda.
In 1854 was Van Genk – tijdens een bezoek aan Rome – door de paus al verheven tot ereprelaat van Zijne Heiligheid en tot Assistent-bisschop bij de Pauselijke Troon.
- Biografisch Portaal: 15947175
- Digitale Bibliotheek voor de Nederlandse Letteren: genk001
- International Standard Name Identifier: 0000 0003 9195 6480
- Nederlandse Thesaurus van Auteursnamen: 074957252
- Virtual International Authority File: 285894002
- WorldCat: E39PBJrwT9bYMkDcxb8RT8c9Dq